# Región del Delta del Misisipi

La región del Delta del Misisipi es una franja de unos 18 000 km² (320 km de largo y 140 km en su punto más ancho), situada al noroeste del estado de Misisipi, atravesada de norte a sur por los ríos Misisipi y Yazoo. Denominada "El sitio más sureño encima de la tierra" debido a su historia racial, cultural y económica, originalmente estaba cubierta de bosque, para pasar, a partir del siglo XVIII, a convertirse en plantaciones de algodón, que atrajeron legiones de esclavos negros.
No debe confundirse con el delta del río Misisipi, situado en la desembocadura del mismo, 480 kilómetros más al sur.
La región ha padecido numerosas inundaciones del río Misisipi, especialmente graves en los años 1927 y 2011.

## Geografía
Técnicamente el área no es un delta, sino parte de una llanura aluvial, creada para regular las subidas de los ríos Misisipi y Yazoo durante miles de años.  Esta región es extraordinariamente plana y contiene algunos terrenos de tierra muy fértil, quizá de los más fértiles del mundo. En el este, la llanura está acotada por los riscos, que se extienden allende el río Yazoo.

El área incluye todo o parte de los condados siguientes: Washington, Occidental DeSoto, Humphreys, Occidental Carroll, Issaquena, Occidental Panola, Quitman, Bolivar, Coahoma, Leflore, Girasol, Sharkey, Tate, Tunica, Tallahatchie, Occidental Holmes, Occidental Yazoo, Warren y Granada Occidentales.

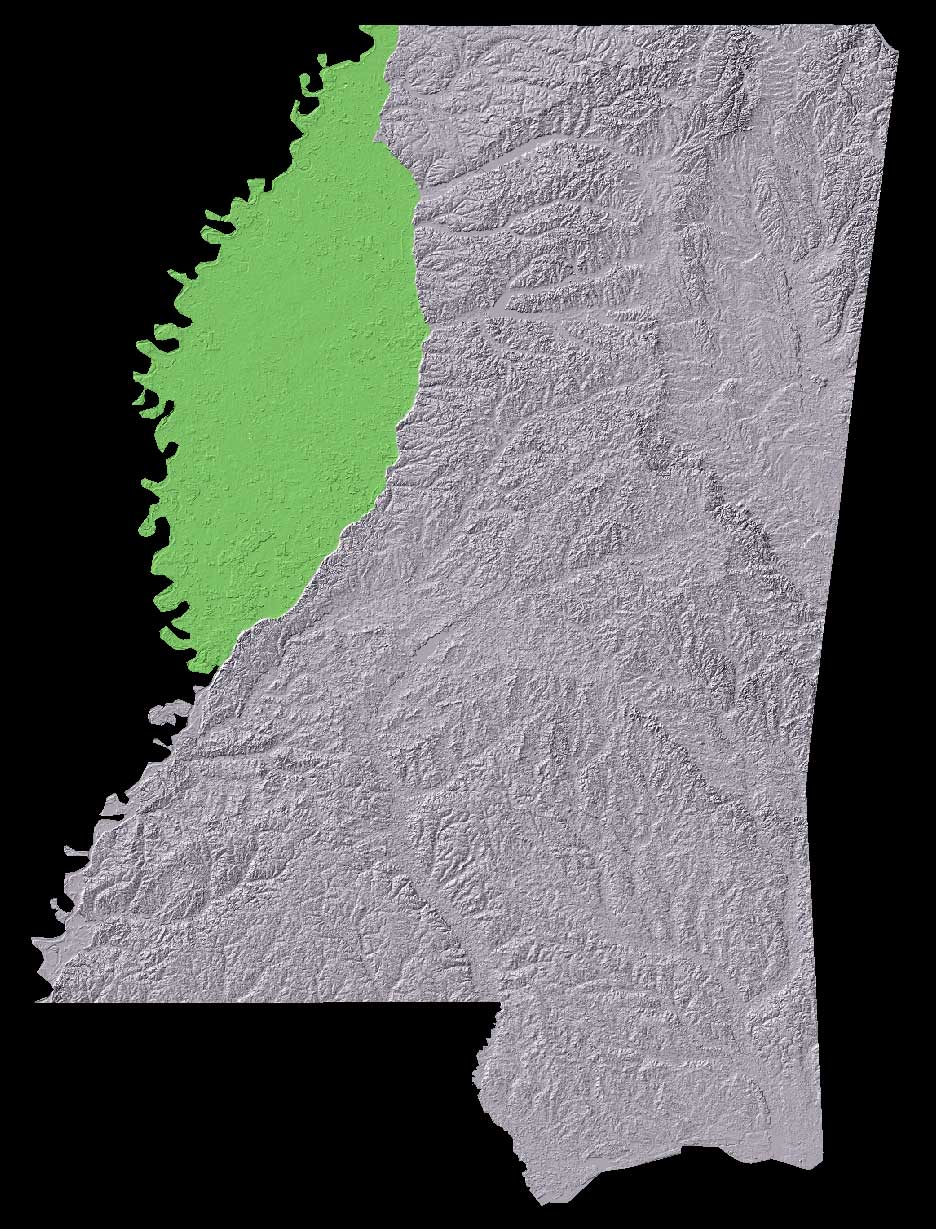
La llanura de inundación compartida del Yazoo y ríos de Misisipi

## Música
Popularmente, la región del Delta está asociada a la música popular. Aquí nacieron algunos de los ritmos más populares del siglo XX (Delta blues y rock and roll). Antes de la Gran Guerra de 1914, hubo una gran migración hacia las ciudades industriales, con lo que la música del Delta se trasladó a los núcleos de Chicago y St. Louis.

## Agricultura y economía en el Delta del Misisipi

### Plantaciones
Durante más de dos siglos, la agricultura ha sido el puntal de la economía del Delta. Caña de azúcar y arroz fueron introducidos en la región por agricultores caribeños en el siglo XVIII y tuvieron como centro de irradiación el sur del estado de Luisiana. Más tarde llegaron al Delta de Arkansas. También hubo plantaciones de tabaco, pero limitadas a la zona del Natchez y del Índigo, en el Misisipi más bajo. Labradores franceses, apoyados por sus extensas familias, habían empezado a cultivar la tierra baja. Los colonizadores, necesitados de mano de obra, importaron esclavos de África. En pocos años, los centenares de miles de esclavos africanos aportaron técnicas y conocimientos alternativos a los cultivos mencionados. Muchos esclavos fueron transportados a ciudades del Delta por traficantes de esclavos, como Nueva Orleans, que se convirtió en la cuarta ciudad más grande de Estados Unidos en 1840. También los llevaron a Memphis o Louisville. Ya en 1822, el algodón se convirtió en una de las exportaciones más productivas, según el número de barcos que salían del puerto de la ciudad de Nueva York.

### Mecanización e inmigración
Durante las décadas de 1920 y 1930, en el período posterior a la mecanización creciente del Delta, se apostó por cultivos que necesitaban menor mano de obra, lo que desplazó a la población blanca y también a la población afroestadounidense, que empezaron a dejar sus tierras y ciudades. Decenas de miles de peones negros dejaron el sur tras la aprobación de las Leyes Jim Crow en busca de mejores oportunidades en el norte y medio oeste durante la Gran Migración, con muchos afroestadounidenses yendo hacia el norte por ferrocarril para recalar en St. Louis o Chicago. No fue hasta los años de la Gran Depresión, hacia 1930, cuando comenzó la mecanización de las granjas. La mecanización de la agricultura y la disponibilidad del trabajo doméstico fuera del Delta espoleó la migración de residentes del Delta. Los cultivos eran incapaces de absorber la fuerza de trabajo disponible, y las familias enteras se trasladaron juntas, yendo en el ferrocarril hasta Chicago.
Desde 1930 a 1950, el Delta disfrutó de un "boom" de la agricultura. Las necesidades surgidas tras la destrucción de Europa expandió la demanda para los productos de granja de la región del Delta. Cuando la mecanización de la agricultura mejoró, las mujeres dejaron los campos y marcharon al trabajo doméstico, mientras los hombres condujeron tractores en las granjas. De 1960 a 1990, miles de granjas pequeñas de la región del Delta fueron absorbidas por grandes grupos corporativos, la  llamada agroindustria se abría paso, y las comunidades más pequeñas del Delta se estancaron. A finales del siglo XX, la agricultura de Delta fue dominada por familias no residentes y entidades corporativas. Sus trabajos están fuertemente mecanizados, con costes de trabajo bajo. La mayoría son granjas intensivas, en las que centenares o miles de acres suelen dedicarse de manera intensiva a cultivos como algodón, azúcar, arroz o soja.

## Véase también

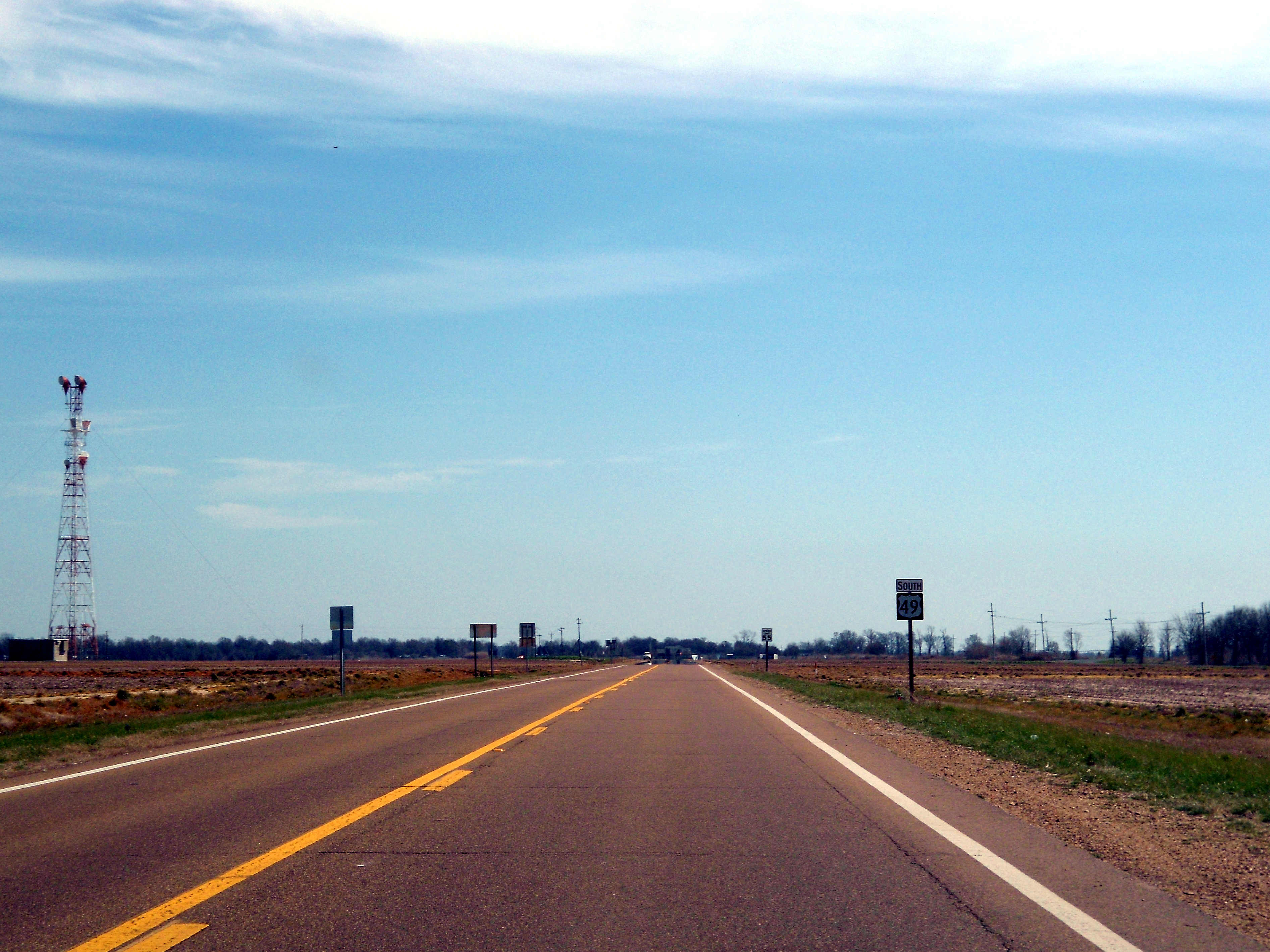
Carretera 49 de Estados Unidos que atraviesa el Delta del Misisipi